# Indotyphlidae
Indotyphlidae é uma família de gimnofionos encontrada na África, incluindo Seychelles, e Índia.

## Gêneros
- Gegeneophis
- Grandisonia
- Hypogeophis
- Idiocranium
- Indotyphlus
- Praslinia
- Sylvacaecilia